# Nina Grunenberg
Nina Grunenberg (* 7. Oktober 1936 in Dresden; † 28. Dezember 2017 in Hamburg, verheiratet auch Nina Grunenberg-Lüst) war eine deutsche Journalistin und Buchautorin.

## Leben und Wirken

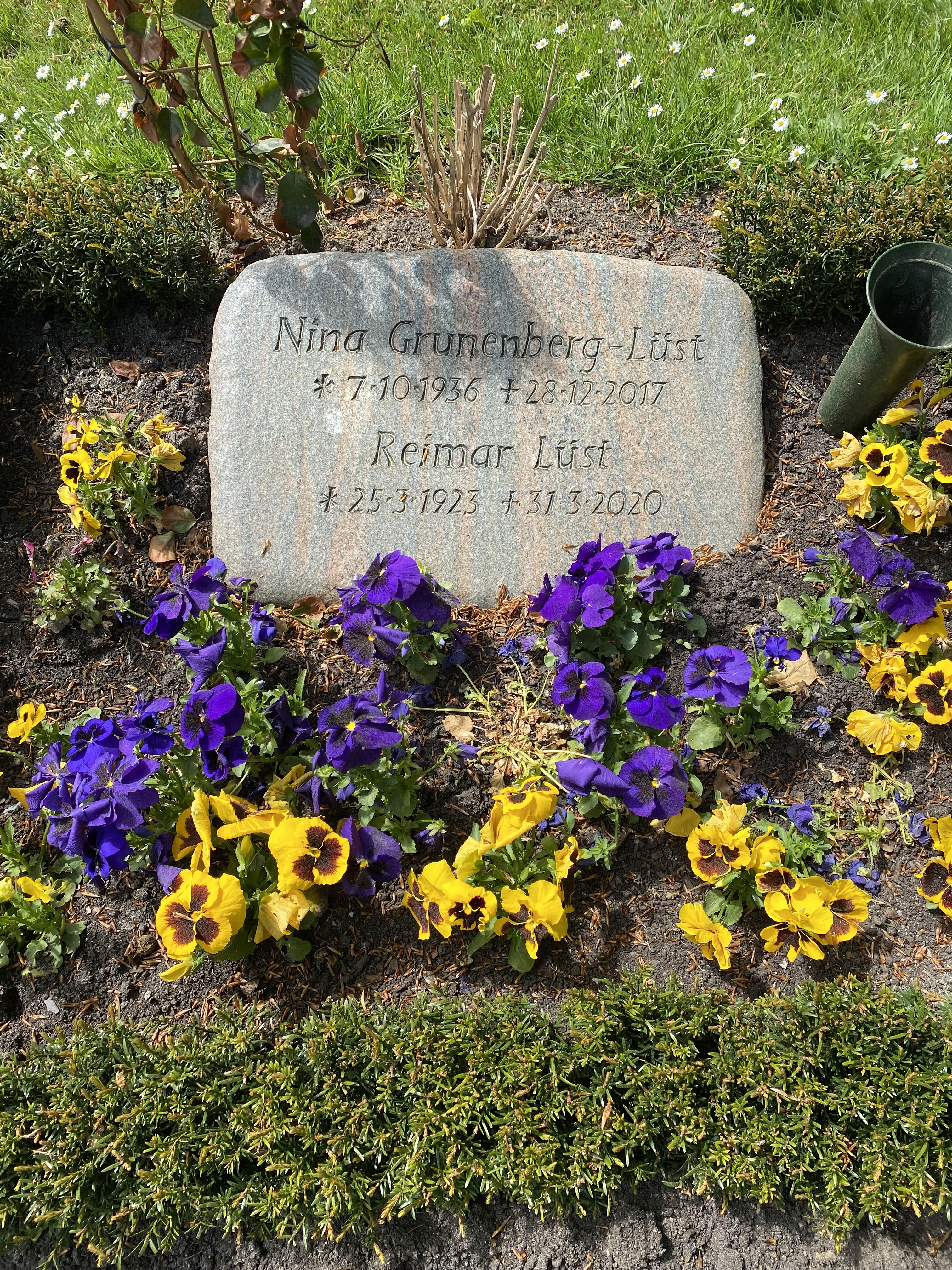
Grabstätte auf dem Friedhof Ohlsdorf im Planquadrat Q 33

Seit 1969 gehörte Grunenberg zur Redaktion der Wochenzeitung Die Zeit. Von 1992 bis 1994 leitete sie das Ressort Wissen, und von 1987 bis 1995 war sie stellvertretende Chefredakteurin des Blattes. Sie galt als Expertin für Bildungs- und Hochschulfragen. Grunenberg war mit dem Astrophysiker und Wissenschaftsmanager Reimar Lüst verheiratet. Von 2000 bis 2009 war sie Mitglied im Wissenschaftsrat, wirkte aber auch später noch als Sachverständige mit. Sie war seit 1972 Mitglied im PEN-Zentrum Deutschland. Ihre Plakette des Theodor-Wolff-Preises aus dem Jahr 2009 wurde 2022 auf einem Hamburger Flohmarkt angeboten.
Grunenberg war von 1986 bis zu ihrem Tod mit der Astrophysiker und Wissenschaftsmanager Reimar Lüst verheiratet.
Beider Grabstätte befindet sich auf dem Friedhof Ohlsdorf.

## Preise und Auszeichnungen
- 1964: Kurt-Magnus-Preis der ARD
- 1973 und 2009: Theodor-Wolff-Preis; 2009 für ihr Lebenswerk[6]
- 1990: Herbert Quandt Medien-Preis der Johanna-Quandt-Stiftung[7]

## Werke (Auswahl)
- Nina Grunenberg: Die Wundertäter. Netzwerke der deutschen Wirtschaft (1942–1966). Siedler Verlag, München 2006, ISBN 978-3-88680-765-9.